# Šolski center Celje
Šolski center Celje (krajše: ŠC Celje) je slovenski javni vzgojno-izobraževalni zavod, s sedežem na Poti na Lavo 22 v Celju.  
Na Šolskem centru Celje se lahko dijaki in študentje izobražujejo v programih: 
- nižjega poklicnega izobraževanja
- srednjega poklicnega izobraževanja
- poklicno-tehničnega izobraževanja
- srednjega strokovnega izobraževanja
- tehniške gimnazije
- gimnazije (tudi evropski oddelek)
- višješolskega izobraževanja

Je eden največjih šolskih centrov v Sloveniji.

## O zavodu
Program šolskega centra se izvaja na lokaciji Lava (Pot na Lavo 22), razen programa medijski tehnik (Srednja šola za strojništvo, mehatroniko in medije), ki se izvaja na Kosovelovi ulici 12 v Celju ter celotnega programa Srednje šole za storitvene dejavnosti in logistiko, ki se izvaja na Ljubljanski ulici 17.
Šolski center Celje poseduje telovadnico in športno dvorano ter največjo šolsko knjižnico v Sloveniji. 

## Organizacijske enote
- Gimnazija Lava
- Srednja šola za gradbeništvo in varovanje okolja
- Srednja šola za kemijo, elektrotehniko in računalništvo
- Srednja šola za storitvene dejavnosti in logistiko
- Srednja šola za strojništvo, mehatroniko in medije
- Višja strokovna šola
- Medpodjetniški izobraževalni center